# Ageleradix sichuanensis
Espèce
Ageleradix sichuanensis est une espèce d'araignées aranéomorphes de la famille des Agelenidae.

## Distribution
Cette espèce est endémique du Sichuan en Chine,. Elle se rencontre dans les xians de Kangding, de Xiaojin et de Danba.

## Description
Les mâles mesurent de 7,64 à 9,84 mm et les femelles de 7,64 à 8,73 mm.

## Étymologie
Son nom d'espèce, composé de sichuan et du suffixe latin -ensis, « qui vit dans, qui habite », lui a été donné en référence au lieu de sa découverte, le Sichuan.

## Publication originale
- Xu & Li, 2007 : A new genus and species of the spider family Agelenidae from western Sichuan Province, China (Arachnida: Araneae). Revue Suisse de Zoologie, vol. 114, no 1, p. 59-64 (texte intégral).